# Garmagünsang
Garmagünsang (kinesiska: Gamagongsang, 嘎玛贡桑街道, Gamagunsang, Gamagongsang Jiedao) är en socken i Kina. Den ligger i den autonoma regionen Tibet, i den sydvästra delen av landet, nära eller i regionhuvudstaden Lhasa. Antalet invånare är 19 472. Befolkningen består av 9 821 kvinnor och 9 651 män. Barn under 15 år utgör 10,0 %, vuxna 15-64 år 83 %, och äldre över 65 år 6,0 %.
Genomsnittlig årsnederbörd är 847 millimeter. Den regnigaste månaden är juli, med i genomsnitt 258 mm nederbörd, och den torraste är december, med 2 mm nederbörd.